# Tellisford
Tellisford – wieś w Anglii, w hrabstwie Somerset, w dystrykcie (unitary authority) Somerset. Leży 27 km na południowy wschód od miasta Bristol i 152 km na zachód od Londynu. W 2001 miejscowość liczyła 165 mieszkańców.